# Terapia narrativa

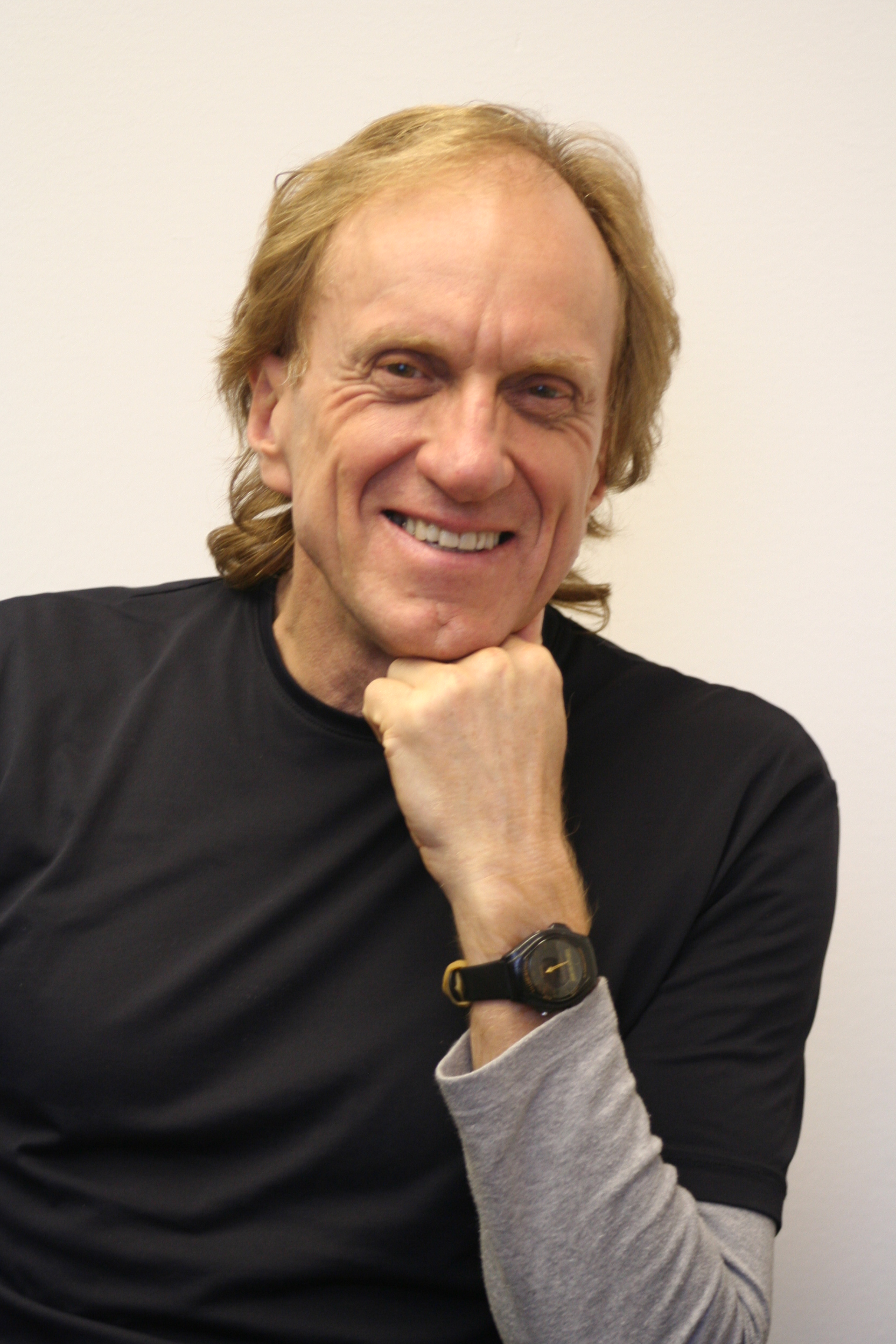
El australiano Michael White, trabajador social, desarrolla junto a David Epston entre las décadas 70 y 80, un nuevo enfoque de la psicoterapia basada en la narrativa como parte del proceso de "contar y describir nuestra vida" para externalizar los problemas mediante conversaciones guiadas por un terapeuta. Esto facilita la apertura y participación del paciente, facilitando ver la raíz del problema y reconectándolo con su identidad. Para que la terapia sea eficaz, no debe existir juicios de valor, críticas, reclamos por parte de testigos externos.

La terapia narrativa es una forma de psicoterapia que utiliza la narrativa. Fue desarrollado inicialmente durante los años 1970 y 1980, por los trabajadores sociales Michael White (australiano) y David Epston (neozelandés).
Su enfoque se ha difundido en América del Norte con la publicación en 1990 de su libro Medios narrativos para fines terapéuticos, seguido de numerosos libros y artículos sobre casos previamente inmanejables de la anorexia nerviosa, esquizofrenia, TDAH y muchos otros problemas. En 2007 White publicó Narrative means to therapeutic ends, con la presentación de seis tipos de conversaciones clave.

## Información general
El terapeuta narrativo se centra en la narrativa en la terapia. El terapeuta narrativo es un colaborador con el paciente en el proceso de desarrollo más rico en contenidos de sus narrativas. En este proceso, los terapeutas narrativos hacen preguntas para generar descripciones experimentalmente vívidas de acontecimientos de la vida que actualmente no están incluidos en la trama de la historia problemática.
La práctica narrativa logra así separar las cualidades o atributos que se toman por sentado como en los paradigmas modernistas y estructuralistas. Este proceso de externalización permite a la gente considerar sus relaciones con los problemas, por lo tanto el lema narrativo es: "La persona no es el problema, el problema es el problema" Los denominados puntos fuertes o atributos positivos también se externalizan, permitiendo a la gente participar en la construcción y el funcionamiento de las identidades preferidas.
Operativamente, la terapia narrativa implica un proceso de deconstrucción y "la creación de sentido" que se logra a través de preguntas y la colaboración con el paciente. Mientras la narrativa se encuentra normalmente en el campo de la terapia familiar, muchos autores y profesionales reportan el uso de estas ideas y prácticas en el trabajo comunitario,  las escuelas y la educación superior. 
Aunque los terapeutas narrativos pueden trabajar de manera algo diferente (por ejemplo, Epston utiliza cartas y otros documentos con sus clientes), aunque esta práctica particular no es esencial en la terapia narrativa), hay varios elementos comunes que pueden llevar a decidir que un terapeuta está trabajando "narrativamente" con los pacientes.

## Conceptos centrales
La terapia narrativa sostiene que nuestras identidades están determinadas por la forma en que contamos nuestra vida, estas se encuentran en nuestras historias o narraciones. Un terapeuta narrativo está interesado en ayudar a otros a describir plenamente sus historias y vivencias de manera que sus relatos sean más completos, así como sus trayectorias, modos de vida y las posibilidades asociadas a ellas. Al mismo tiempo, este terapeuta está interesado en la coinvestigación de muchas influencias de un problema, en particular sobre la persona y sobre sus relaciones principales.
Al centrarse en los problemas y sus efectos sobre la vida de las personas y no en los problemas como parte del interior o parte de la gente, se crea la distancia y se empodera a la persona para manejar el problema. Esta externalización u objetivación del problema hace que sea más fácil de investigar y evaluar las influencias del problema en la vida de la persona.
Otro tipo de externalización es también posible cuando las personas reflexionan y se concentran en las intenciones, valores, esperanzas y compromisos. Una vez que los valores y las esperanzas se han ubicado en acontecimientos específicos de la vida, ayudan a que la persona sea un "re-autor" de su propia vida o a que la experiencia de una persona pueda ser "re-contada" y así destacar claramente los actos de resistencia a los problemas.
El término "narrativa" refleja la naturaleza de varios pisos de nuestras identidades y significados relacionados. En particular, las conversaciones de re-autoría sobre los valores y las conversaciones de re-cordar sobre personas clave que son influyentes son maneras de gran alcance para la gente que le ayudan  a recuperar sus vidas. Al final, las conversaciones narrativas ayudan a las personas a aclarar por sí mismos una dirección alternativa en la vida, a la del problema, una que comprende valores de la persona, esperanzas y compromisos de vida...

## Enfoque
En pocas palabras, la terapia narrativa trata de sostener que la identidad se forma principalmente por las narrativas o historias de identidad, ya sea exclusivamente personal o culturalmente general. Cuando nos describimos actuamos en consecuencia, así los problemas que dominan nuestra historia, ya sea para los individuos o grupos son nuestra identidad, saturada de problemas.
Estas historias saturadas de problemas ganan dominio, y solo percibimos y actuamos bajo estos dominios preferidos, las  historias o narrativas alternativas a menudo se encuentran en los discursos marginados, aquellos que si existen pero no narramos. Estos conocimientos marginados y actuaciones de identidad son descalificados o son invisibilizados por los discursos que han ganado protagonismo hegemónico a través de su aceptación como guías narrativas culturales. Ejemplos de estas narrativas que subyugan incluyen el capitalismo; psiquiatría o psicología; el patriarcado; heterosexismo; y eurocentrismo.
Por otra parte, los binarios como: saludables/no saludables; normal/anormal; y funcional/disfuncional ignoran las complejidades de las experiencias vividas de la gente, así como los significados personales y culturales que pueden adscribirse a sus experiencias en su contexto.

## Elementos
- El supuesto de que las narrativas o historias dan forma a la identidad de una persona, como cuando una persona evalúa un problema en su vida por sus efectos e influencias, como una "historia dominante".
- Es común el reconocimiento por medio de la creación y uso de documentos terapéuticos.
- El énfasis en la  "externalización", nombrando un problema, es decir, sacarlo y darle forma y personalidad, para que la persona pueda evaluar sus efectos en su vida, llegar a conocer cómo funciona o como funciona en su vida, cómo se relaciona con su historia temprana, evaluarlo para tomar un posición definitiva sobre su presencia, y al final elegir qué relación se tendrá con "el problema".
- Un enfoque sobre las excepciones al problema, las cuales no se tomaron en cuenta por la narrativa del sujeto.
- Una fuerte conciencia sobre el impacto de las relaciones de poder en las conversaciones terapéuticas, con el compromiso de que se compruebe con el cliente los efectos con el fin de mitigar el posible efecto negativo de supuestos invisibles o creencias mantenidas.

## Procedimiento
La terapia narrativa lleva un proceso o perfil, el primer paso es la descripción saturada del problema, donde la persona va exponiendo sus problemas, creencias, habilidades, principios, etc., y le da un nombre específico a dicho problema. Este reconocimiento al final le ayuda a recuperar su vida a partir de un problema. 
En la práctica, un terapeuta narrativo ayuda a los clientes a examinar, evaluar y cambiar su relación con un problema, al actuar como un "periodista de investigación" que no está en el centro de la investigación, pero no deja de influenciar; es decir, este terapeuta plantea preguntas que ayudan a las personas a exteriorizar un problema (externalización) y luego investigan a fondo.
Entrelazado con esta investigación del problema, se van descubriendo resultados únicos o excepciones y sus influencias, estas excepciones conducen a cuentas ricas de valores clave y esperanzas, en una palabra, una plataforma de valores y principios que brindan apoyo durante las influencias de los problemas dominantes y más tarde una dirección alternativa para la vida.
El terapeuta narrativo, como periodista de investigación, tiene muchas opciones para hacer preguntas y guiar las conversaciones durante el esfuerzo de la persona para recuperar su vida a partir de un problema. Estas preguntas podrían examinar cómo exactamente el problema ha logrado influir en la vida de esa persona, incluyendo su voz y técnicas para hacerse más fuerte en sí.
Por otro lado, estas preguntas pueden ayudar a restaurar las excepciones sobre las influencias del problema, donde se conducen a la una dirección alternativa en la vida. Aquí el terapeuta narrativo se basa en la premisa de que, aunque un problema puede ser frecuente e incluso severo, aún no ha destruido completamente a la persona. Por lo tanto, siempre queda un poco de espacio para preguntas acerca de los valores resistentes de una persona (preguntas de influencia relativa) y eventos relacionados, casi olvidados. Para ayudar a recuperar estos eventos, el terapeuta narrativo puede comenzar un proceso para re-cordar, mediante una conversación relacionada acerca de las personas que han contribuido en estos eventos y las diferencias que han hecho a otra y viceversa, de tal manera que se recuerde a la persona influyente.
En esta conversación el terapeuta busca que la persona se explaye y mencione aspectos que al principio parecen negados, de tal forma que poco a poco deje de ver su historia saturada del problema (deconstrucción) y perciba otros aspectos que también se han presentado.
Al conseguir una narrativa con mayor riqueza, el terapeuta invita a la persona a tomar una postura (empoderamiento) sobre el problema y a re-narrar el relato, usando también documentos terapéuticos donde el cliente puede ir anotando sus descubrimientos y su progreso.
La terapia termina cuando la persona tiene una historia más rica que narrar sobre su propia vida, algunas veces este acontecimiento se culmina con una celebración.

## Testigos externos
En esta práctica narrativa particular o conversación, se invita a testigos externos (oyentes) a una consulta. A menudo son amigos de la persona o clientes anteriores del terapeuta que tienen su propio conocimiento y experiencia sobre el problema en cuestión. Durante la primera entrevista, entre el terapeuta y la persona, ellos solo escuchan sin hacer comentarios.
Después el terapeuta da instrucciones a los oyentes de no criticar o evaluar,  reclamar o difundir acerca de lo que acaban de escuchar, y sólo decir simplemente qué de la conversación escuchada, sea una frase o una imagen se destacó al oírla, seguido por  cualquier resonancia entre sus propias luchas y aquellas de las que acaban de ser testigos. Por último, se les pregunta a los invitados en que forma ellos pueden sentir un cambio en la forma en que se experimentan a sí mismos con relación a cuando entraron a la sala. A continuación, en forma similar, el terapeuta se vuelve a la persona que consulta, que ha estado escuchando todo el tiempo, y le pregunta qué imágenes o frases se destacaron en la conversación que el cliente acaba de oír y las resonancias que han tocado alguna fibra dentro de ellos.
Al final, para la persona los resultados son notables: puede aprender que no es el único con este problema, y adquiere nuevas imágenes y conocimientos al respecto y  direcciones alternativas que puede elegir para continuar su vida. El objetivo principal de la terapia narrativa es participar en los problemas de las personas ofreciendo la mejor solución alternativa.